# Arctoconopa megaura
Arctoconopa megaura är en tvåvingeart som först beskrevs av Alexander 1932.  Arctoconopa megaura ingår i släktet Arctoconopa och familjen småharkrankar. Inga underarter finns listade i Catalogue of Life.